# Karl Hipfinger
Karl Hipfinger   (Viena, 28 d'octubre de 1905 - 20 d'abril de 1984) fou un aixecador austríac que va competir durant les dècades de 1920 i 1930.
Va disputar dues edicions dels Jocs Olímpics: el 1928 i 1932. Sempre en el pes mitjà, destaca la medalla de bronze que guanyà el 1932. Una lesió li va impedir destacar en l'edició de 1928.
Hipfinger va establir vuit rècords del món en pes mitjà i lleuger. Guanyà tres medalles al Campionat d'Europa d'halterofília, una d'or i dues de bronze, i sis campionats nacionals, el 1927 i de 1929 a 1932.